# Skradin
Skradin (latin: Scordona, Scardona ) er en lille by i Šibenik-Knin distrikt i Kroatien. Den omfatter hovedbyen Skradin med 508 indbyggere (2021)  og 20 andre byer.

## Beliggenhed og indbyggere
Skradin ligger på højre bred af floden   Krka, 19 km nord for Šibenik og grænser op til nationalparken af samme navn. Skradin ligger 100 km fra Split. I 2011 boede 3.825 mennesker i den lille by. Fra 2011-tællingen identificerede 79,24 % af indbyggerne som kroater og 17,75 % som serbere.

## Historie
Skradin var allerede befolket i den illyriske tid og er en af de ældste byer i Kroatien. I det 2. århundrede underkastede de sig romerne. I middelalderen ejede den magtfulde familie Šubić fra Bribir stedet. Mellem 1522 og 1684 blev det styret af det Osmanniske Rige, derefter igen af Republikken Venedig indtil 1794. Senere blev det besat af Napoleon som en del af det franske imperium, derefter af Østrig-Ungarn. I løbet af den tid mistede det sin betydning som centrum af regionen, som flyttede til Šibenik og stagnerede derefter.
Hovedattraktionen ved Slapovi Krke er en række vandfald, hvoraf det største, Skradinski Buk, blev opkaldt efter byen. 

## Galleri
- Skradin
- Den gamle bydel
- Indgangen til Maria fødeselskirke
- Ortodoks kirke
- Borgruinen Turina ovenfor byen